# 314
| Calendário gregoriano                                                        | 314 CCCXIV                      |
| Ab urbe condita                                                              | 1067                            |
| Calendário arménio                                                           | -238 – -237                     |
| Calendário bahá'í                                                            | -1530 – -1529                   |
| Calendário budista                                                           | 858                             |
| Calendário chinês                                                            | 3010 – 3011                     |
| Calendário copta                                                             | 30 – 31                         |
| Calendário etíope                                                            | 306 – 307                       |
| Calendários hindus - Vikram Samvat - Calendário nacional indiano - Cáli Iuga | 369 – 370 235 – 236 3414 – 3415 |
| Calendário Holoceno                                                          | 10314                           |
| Calendário islâmico                                                          | 318 BH – 317 BH                 |
| Calendário judaico                                                           | 4074 – 4075                     |
| Calendário persa                                                             | 308 BP – 307 BP                 |
| Calendário rúnico                                                            | 564                             |
| Calendário solar tailandês                                                   | 857                             |

314 (CCCXIV na numeração romana) foi um ano comum do século V do Calendário Juliano, da Era de Cristo, teve início a uma sexta-feira  e terminou também a uma sexta-feira, a sua letra dominical foi C (52 semanas)
| Ano completo                       |
| ---------------------------------- |
| Ano comum com início à sexta-feira |

## Eventos
- 31 de janeiro — São Silvestre, é eleito como 33º papa, sucedendo ao São Melquíades.
- 30 de agosto — Concílio de Arles, onde se confirmou a acusão feita ao Donatismo como sendo um cisma, entre outros cânones.
- 8 de outubro — Batalha de Cíbalas: entre os imperadores romanos Constantino e Licínio, que termina com a vitória do primeiro; pode também ter ocorrido em 316
- Sínodo de Ancira: consultar um adivinho é declarado como pecado, punido com cinco anos de penitência.
- Alexandre torna-se bispo de Bizâncio.

## Nascimentos
- Libânio, filósofo grego e professor de retórica adepto da escola sofística  (m. c. 394).

## Mortes
- 11 de janeiro — São Melquíades, 32º papa entre 311 e 314  (n. 270).
- São Metrófano, bispo de Bizâncio.